# Giovanni da Verrazzano
Giovanni da Verrazano eller  Verrazzano  (født ca. 1485 i Val di Greve nær Firenze i Italien, død ca. 1528) var en italiensk søfarer og opdagelsesrejsende. 
Omkring 1506 flyttede han til Dieppe i Frankrig og gik til søs. Han foretog flere rejser i det østlige middelhavsområde, og rejste antagelig også til Newfoundland. 
I 1524 eller 1525 blev han udsendt af kong Frans 1. af Frankrig for at udforske området mellem Florida og Newfoundland i håb om at finde en passage til Stillehavet. Han udforskede den nordamerikanske østkyst fra Cape Fear (i dagens North Carolina) og nordover antagelig så langt som Cape Breton i Nova Scotia. Han var den første europæer, som trængte ind i New York-bugten. Senere tog han ud på endnu en opdagelsesrejse, og kom da til Brasilien. 
Det er uklart hvor og hvordan han døde. Måske blev han dræbt af indianere under sin tredje opdagelsesrejse til Den nye Verden et sted i Antillerne. Men andre kilder mener han blev taget til fange af spanierne og hængt som sørøver i Cadiz. 